# Лёгкие крейсера типа «Кума»
Лёгкие крейсера типа «Кума» (яп. 球磨型軽巡洋艦 Кумагата кэйдзюнъёкан) — тип боевых кораблей японского императорского флота. Официально классифицировались как крейсера 2-го класса, позже как лёгкие крейсера, фактически используясь как лидеры эскадр эсминцев.
В 1918−1921 годах на верфях Сасэбо, Йокосуки и Кобэ было построено пять кораблей. Все они находились в составе флота межвоенное время и неоднократно модернизировались. Активно участвовали во Второй мировой войне, в ходе которой погибли 4 из 5 единиц, уцелевший «Китаками» был разобран в 1947 году.

## Конструкция

### Экипаж и условия обитаемости
Штатно экипаж каждого из крейсеров состоял из 37 офицеров и 413 унтер-офицеров и матросов. Кроме того, обычно на них дополнительно размещался штаб эскадры эсминцев (5 офицеров и 22 нижних чина).
Каюты офицеров площадью 430,92 м² и объёмом 874,76 м³ (10,69 м² и 21,83 м³ на человека) располагались в кормовой части корабля на нижней палубе, за машинными отделениями. Связанные с этим проблемы были аналогичны типу «Тэнрю» — то есть высокий уровень шума и вибраций.
Кубрики нижних чинов площадью 656,87 м² и объёмом 1411,1 м³ (1,56 м² и 3,38 м³ на человека) находились в носовой части корабля под верхней палубой и в полубаке. В самом дальнем, седьмом кубрике из-за соседства с котельным отделением было очень жарко, особенно при плавании летом и в южных морях.
В обоих случаях освещение и вентиляция были естественными.

## Служба
| Название            | Место постройки            | Заложен         | Спущен на воду  | Введён в эксплуатацию | Судьба                                                                                |
| ------------------- | -------------------------- | --------------- | --------------- | --------------------- | ------------------------------------------------------------------------------------- |
| Кума (яп. 球磨)     | Морской арсенал, Сасэбо    | 29 августа 1918 | 14 июля 1919    | 31 августа 1920       | Торпедирован британской подводной лодкой «Тэлли-Хо» 10 марта 1944 года                |
| Тама (яп. 多摩)     | Верфь «Мицубиси», Нагасаки | 10 августа 1918 | 10 февраля 1920 | 29 января 1921        | Потоплен в сражении в заливе Лейте 25 октября 1944 года                               |
| Китаками (яп. 北上) | Морской арсенал, Сасэбо    | 1 сентября 1919 | 3 июля 1920     | 15 апреля 1921        | Разобран в 1947 году                                                                  |
| Оои (яп. 大井)      | Верфь «Кавасаки», Кобэ     | 24 ноября 1919  | 15 июля 1920    | 3 октября 1921        | Торпедирован американской подводной лодкой «Флэшер» западнее Манилы 19 июля 1944 года |
| Кисо (яп. 木曾)     | Верфь «Мицубиси», Нагасаки | 10 июня 1919    | 14 декабря 1920 | 4 мая 1921            | Потоплен американской палубной авиацией западнее Манилы 13 ноября 1944 года           |